# 金声乡
金声乡，是中华人民共和国重庆市忠县下辖的一个乡镇级行政单位。

## 行政区划
金声乡下辖以下地区：
金龟石社区、桂香村、樟岭村、广兴村和白岩村。